# Установка високотемпературного піролізу в Стерлітамаку
Установка високотемпературного піролізу в Стерлітамаку — колишнє нафтохімічне виробництво, яке працювало у другій половині 20 століття в Башкирії.
До 1960-х років для виробництва полімерів активно використовували ацетилен, який отримували з вугілля через карбід кальцію. У підсумку його витіснив продукований установками парового крекінгу (піролізу) етилен, проте під час переходу від вугілля до вуглеводневої сировини хімічні концерни тестували цілий ряд альтернативних процесів. Зокрема, італійська компанія Montecatini розробила свій варіант технології високотемпературного піролізу (high-temperature pyrolysis, HTP), якому піддавали бензин з великим виходом як ацетилену, так і етилену.
Технологію Montecatini вирішили закупити для радянського хімічного майданчику в Стерлітамаку, де вели продукування полівінілхлориду. Будівництво установки велось в 1960 – 1966 роках. Втім, після запуску вона не показала очікуваних результатів, при цьому собівартість ацетилену могла перевищувати проектну на два порядки і бути в кілька раз більшою за собівартість ацетилену, який отримували з карбіду. Як наслідок, в 1972-му установку високотемпературного піролізу в Стерлітамаку зупинили. Це не стало критичним для стерлітамацького майданчику, що отримав установку з виробництва карбідного ацетилену та ще з середини 1960-х міг споживати етилен, поданий з розташованої неподалік піролізної установки в Салаваті (а в другій половині 1970-х сюди вивели етиленопровід Нижньокамськ – Уфа – Салават).
Можливо відзначити, що наразі технологія HTP використовується лише в тих випадках, коли існує попит на велику кількість ацетилену.